# Atelopus mittermeieri
Atelopus mittermeieri — вид отруйних жаб родини Ропухові (Bufonidae). Вид названий на честь американського герпетолога та приматолога Рассела Міттермеєра.

## Поширення
Вид є ендеміком Колумбії, де зустрічається лише у департаменті Сантандер. Описаний у тропічному гірському дощовому лісі на висоті 2525 м над рівнем моря.

## Опис
Самці досягають завдовжки 3,3 см, самиці довші, до 4,5 см.